# Asteroide tipo K
Asteroide tipo K são um tipo de asteroides relativamente incomuns. Eles caracterizam-se por ter um espectro moderadamente avermelhadas inferior a 0,75 µm, e além de um espectro de traços característicos. Em comparação com os asteroides tipo L, o seu espectro é menos vermelho nos comprimentos de onda visíveis. Eles também são caracterizados por ter um baixo albedo. O seu espectro se assemelha aos dos meteoritos CV e CO.

## Classificação
A classificação espectral de asteroides os descreve como asteroides tipo S normal. O tipo K foi proposto por J.F. Bell e colegas em 1988 para os objetos que têm uma absorção particularmente mais baixo do que 1 µm, recurso de absorção particularmente superficial, e sem absorção de 2 µm, Estes foram encontrados durante estudos dos asteroides da família Eos.